# Czesław Czaplicki
Czesław Czaplicki ps. „Ryś” (ur. 8 czerwca 1922 w Zaciszu k. Przasnysza, zm. 16 lipca 2006 we Wrocławiu) – polski żołnierz niepodległościowego podziemia, działacz organizacji kombatanckich, ekonomista i polityk. Syn Filipa i Adeli z Poniatowskich.

## Życiorys

### Służba w partyzantce
Podczas okupacji hitlerowskiej jako kierownik organizacyjny Komendy Narodowych Sił Zbrojnych Powiatu Przasnyskiego oraz zastępca dowódcy Oddziału Akcji Specjalnej (ps. „Ryś”) prowadził bojową działalność sabotażową i dywersyjną przeciwko wojskom niemieckim, w 1944 dowodzona przez niego komenda powiatowa została scalona z Armią Krajową. Po wkroczeniu wojsk sowieckich dowodził w stopniu podporucznika oddziałem leśnym w ramach II Okręgu NSZ Mazowsze Północ. Był jednym z dwóch głównych organizatorów brawurowej akcji uwolnienia 42 więźniów – żołnierzy NSZ, AK i Batalionów Chłopskich z piwnic katowni Urzędu Bezpieczeństwa Publicznego w Krasnosielcu 1 maja 1945.

### Czasy powojenne
Po wyjściu z lasu przez 18 lat ukrywał się przed bezpieką pod przybranymi nazwiskami: Mirosław Zbigniew Chodkowski i Zbigniew Czesław Rylski (od 1950). Z obawy przed dekonspiracją często zmieniał pracę i miejsca zamieszkania. Przebywał w Toruniu (gdzie w 1947 otrzymał maturę), następnie we Wrocławiu, Szczecinie, Warszawie i od 1950 ponownie we Wrocławiu. Jako Zbigniew Rylski odbył służbę wojskową w 19 Brygadzie Wojsk Ochrony Pogranicza w Kętrzynie w latach 1952–1954, był w tym czasie m.in. kierownikiem kancelarii tajnej Brygady. Uczestniczył w manifestacjach patriotycznych Października 1956.
Aresztowany 8 marca 1963 we Wrocławiu. Więziony w Warszawie, na Rakowieckiej, po wielomiesięcznym śledztwie skazany 17 czerwca 1964 na 15 lat więzienia. Wyrok, zmniejszony przez Sąd Najwyższy z tytułu amnestii do lat pięciu, odbył w całości. Po wyjściu na wolność pracował w przedsiębiorstwach wrocławskich: Zjednoczonych Zakładach Aparatury Pomiarowej „Elpo” (1968–1973), Wrocławskim Przedsiębiorstwie Pomiarów i Automatyki Elektronicznej „Mera-Elmat” (1973–1976) i Centrum Komputerowych Systemów Automatyki i Pomiarów „Mera-Elwro” (1976–1982). W 1975 ukończył studia w Wyższej Szkole Ekonomicznej we Wrocławiu.
Od 1980 był aktywny w „Solidarności”. Po wprowadzeniu stanu wojennego został 24 grudnia 1981 uwięziony we Wrocławiu, następnie internowany w obozie w Darłówku od 8 stycznia do 13 lipca 1982. W latach 1983–1990 pracował w Okręgowym Przedsiębiorstwie Geodezyjno-Kartograficznym we Wrocławiu. Był członkiem założycielem Polskiej Ligi Obrony Praw Człowieka (1986).

### Po 1989
Organizował dolnośląskie struktury Związku Żołnierzy Narodowych Sił Zbrojnych, od 2000 przewodniczył Radzie Naczelnej Związku. Udzielał się również w innych organizacjach kombatanckich, m.in. jako przewodniczący Oddziału Dolnośląskiego Stowarzyszenia Polskich Kombatantów w Kraju oraz członek Zarządu Głównego tej organizacji. Był również wiceprezesem Zarządu Regionu Dolnośląskiego Zjednoczenia Chrześcijańsko-Narodowego we Wrocławiu i członkiem Rady Naczelnej ZChN oraz członkiem Rady Regionu Dolnośląskiego Akcji Wyborczej Solidarności, a potem członkiem Rady Naczelnej Chrześcijańskiego Ruchu Samorządowego.
Od czerwca 1991 do 1997 toczył walkę o unieważnienie komunistycznych wyroków sądowych. 21 stycznia 1997 Sąd Apelacyjny w Warszawie unieważnił wyroki Sądu Wojewódzkiego i Sądu Najwyższego z 1964.
Pochowany we Wrocławiu, na cmentarzu „Skowronia Góra” przy ul. Działkowej.

## Publikacje
Autor wspomnień Poszukiwany listem gończym (wyd. I 1995 w oprac. Henryka Pająka; wyd. II 2004 rozszerzone i uzupełnione); redaktor opracowania Wolność przyszła później. Podziemia niepodległościowe 1939–1956. AK-WiN, NSZ-NZW. Część II (1999); publicysta czasopism kombatanckich.

## Odznaczenia
- Krzyż Srebrny Orderu Wojennego Virtuti Militari – nadany w 1945, zweryfikowany w 1992
- Krzyż Oficerski Orderu Odrodzenia Polski – 2006 za wybitne zasługi w działalności na rzecz niepodległości Rzeczypospolitej Polskiej, za pracę społeczną w środowiskach kombatanckich[2].
- Krzyż Partyzancki
- Krzyż Armii Krajowej
- Krzyż Narodowego Czynu Zbrojnego
- Odznaka pamiątkowa Akcji „Burza”
- Odznaka „Weteran Walk o Wolność i Niepodległość Ojczyzny”
- Kombatancki Krzyż Zasługi
- Krzyż Pamiątkowy „Semper Fidelis”
- Krzyż Więźnia Politycznego
- Krzyż Męczeństwa i Zwycięstwa